# Bactrocera halfordiae
Bactrocera halfordiae är en tvåvingeart som först beskrevs av Tryon 1927.  Bactrocera halfordiae ingår i släktet Bactrocera och familjen borrflugor. Inga underarter finns listade.